# Therapie
Therapie (van het Griekse: θεραπεία) of behandeling is:
1. de behandeling van ziekten of de verlichting van symptomen (in deze betekenis heeft het geen meervoud);
2. de toepassing van inzichten uit de therapie (betekenis 1) op een bepaalde ziekte of een bepaald symptoom (in deze betekenis is wel een meervoud mogelijk);
3. een afkorting van psychotherapie (voorbeeld: "ik ben een half jaar in therapie geweest");
4. een algemene methode om iets te verbeteren (voorbeeld: "de dienstverlening hapert maar de therapie is vooralsnog onduidelijk").

Een specifieke therapie volgt op de diagnose die gesteld wordt na anamnese en onderzoek. Een therapie kan ook deel uitmaken van de diagnose en wordt dan proefbehandeling of therapeutische diagnose genoemd.
Het woord therapie komt veel voor als tweede lid in samenstellingen, waarbij (a) het eerste lid het middel is waarvan wordt gebruikgemaakt (chemotherapie, edelsteentherapie), (b) het eerste lid aanduidt wat behandeld wordt (gezinstherapie, immunotherapie), (c) het eerste lid de bedenker is van de therapie (Moermantherapie). Er zijn ook combinaties mogelijk van a, b en c (voorbeeld: Bach-bloesemtherapie).
Afzonderlijke therapieën kunnen worden ingedeeld bij de reguliere geneeskunde, de alternatieve geneeskunde of de sociaal-psychologische gezondheidszorg. De werkzaamheid van de diverse therapieën of behandelingswijzen kan zeer verschillend zijn en wordt soms betwist, bijvoorbeeld omdat het placebo-effect een rol speelt.

## Wetgeving
Met uitzondering van enkele therapeutische beroepen, is de term therapeut in Nederland en België onbeschermd. In Nederland is de bevoegdheid tot handelingen op het gebied van de individuele gezondheidszorg geregeld in de Wet BIG. Deze wet verbiedt geen alternatieve therapievormen. In België is het stellen van diagnoses en het toepassen van medisch-therapeutische handelingen voorbehouden aan artsen die ingeschreven zijn bij het Rijksinstituut voor Ziekte- en Invaliditeitsverzekering. Het toebrengen van schade aan de gezondheid van een persoon als gevolg van het onbevoegd uitoefenen van de geneeskunde wordt juridisch vervolgd. Medisch tuchtrecht is in Nederland uitsluitend van toepassing op beroepen die vallen onder de wet BIG.